# Ronan Keating
Ronan Patrick John Keating (født 3. marts 1977) er en irsk popsanger og sangskriver. Han debuterede som forsanger af boybandet Boyzone, der havde stor succes i hjemlandet samt Storbritannien og Australasien op gennem 1990'erne. Ronan Keating udsendte sit første soloalbum, Ronan i 2000 efter at have medvirket på soundtracket til filmen Notting Hill (1999) med sangen "When You Say Nothing at All", der blev et stort hit. Som solist har han solgt mere end 25 millioner albums på verdensplan.
Den 31. januar 2009 vandt han Dansk Melodi Grand Prix med sangen "Believe Again", der blev sunget af Brinck, som han havde skrevet med Lars Halvor Jensen og Martin Michael Larsson.

## Diskografi
- Ronan (2000)
- Destination (2002)
- Turn It On (2003)
- Bring You Home (2006)
- Songs for My Mother (2009)
- Winter Songs (2009)
- Duet (2010)
- When Ronan Met Burt (2011)
- Fires (2012)
- Time of My Life (2016)
- Twenty Twenty (2020)
- Songs from Home (2021)

## Filmografi
- Goddess (2013) – James Dickens
- Postman Pat: The Movie (2014) – Roman, Pat Clifton (sangstemme)
- Another Mother's Son (2017) – Harold Le Druillenec
- Love Child (2017) – Lawrence Faber
- PAW Patrol: The Movie (2021) - Harris (britisk dub)
- The Smartest Giant in Town (2024) – George (sangstemme)

### Tv
- The Keith and Paddy Picture Show - Ray Stantz/sig selv